# Stanislovas Gediminas Ilgūnas

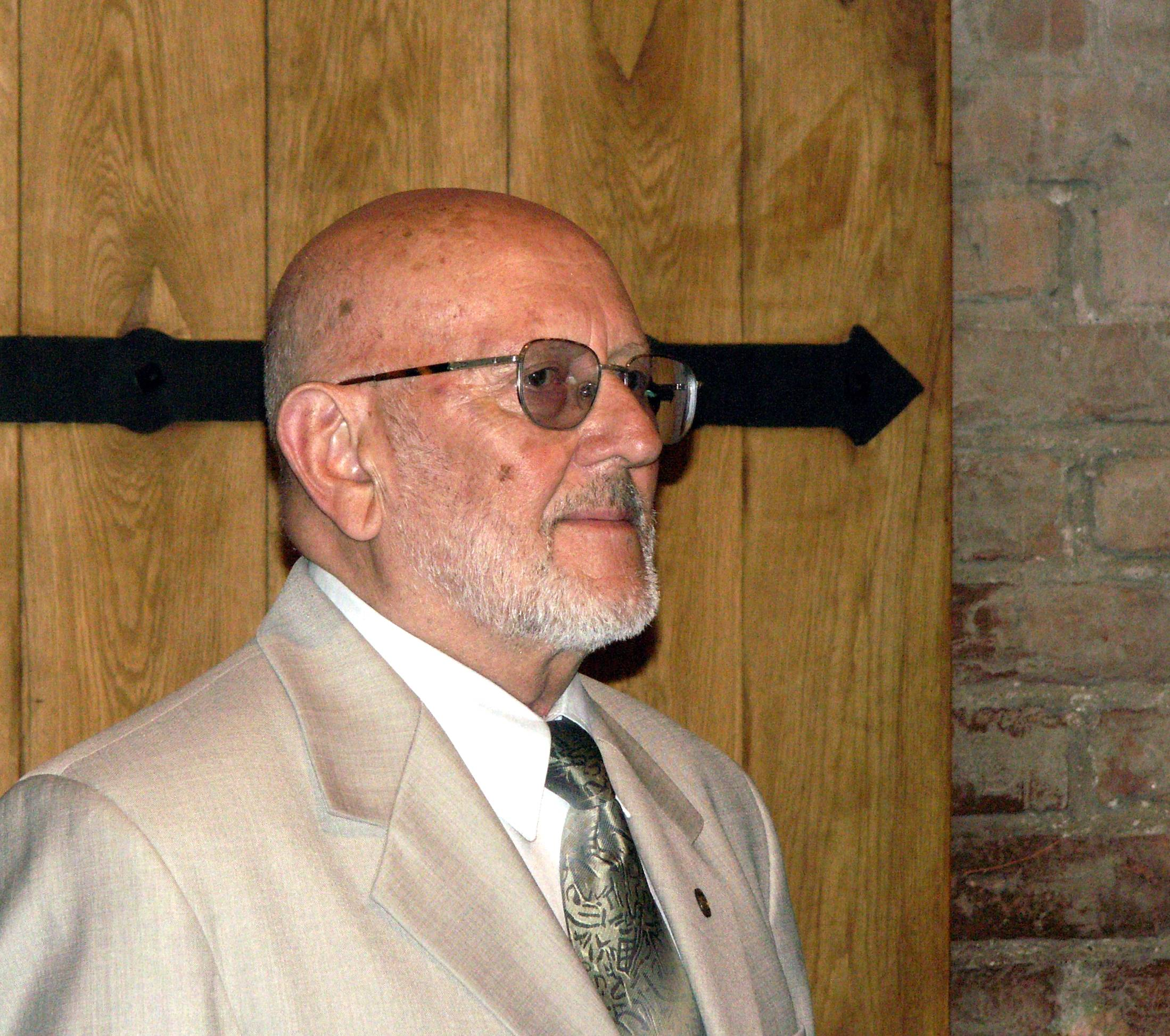
Stanislovas Gediminas Ilgūnas

Stanislovas Gediminas Ilgūnas (* 29. März 1936 in Kantališkiai bei Sasnava, Bezirk Marijampolė, Litauen; † 8. Mai 2010 in Vilnius) war ein litauischer Dissident, Historiker und Politiker, Mitglied des Seimas, Ehrenbürger der Rajongemeinde Jonava (seit 2000).

## Leben
Von 1960 bis 1968 studierte im Fernstudium am Wirtschaftstechnikum Kaunas und von 1968 bis 1976 Journalistik an der Fakultät für Geschichte und Philologie der Vilniaus universitetas. Ab 1951 war er in der antisowjetischen Bewegung tätig und wurde mit seinem Vater für die Hilfe an die Partisanen  verhaftet. Von 1968 bis 1990 leitete er die Unterabteilung von Jonavos Statybos trestas in Jonava und war landeskundlich aktiv. Von 1990 bis 1992 war er Deputat im litauischen Parlament.
Er wurde mit dem Orden des litauischen Großfürsten Gediminas 4. Klasse ausgezeichnet.

## Schriften
- 1983 – „Jonas Čerskis“
- 1987 – „Vincas Pietaris“
- 1995 – „Prie Sasnos ir Šešupės“
- 2000 – „Kazys Grinius“
- 2000 – „Šaknys“
- 2003 – „Steponas Kairys“
- 2003 – „Česlovas Kudaba“
- 2004 – „Sąjūdis Jonavoje 1988–1990“
- 2008 – „Antanas Mackevičius. Sukilimo žygiai ir kovos“